# Liste der Bischöfe von Smolensk
Die folgenden Personen waren römisch-katholische Bischöfe von Smolensk (Russland):
- Piotr Parczewski (1636–1649)
- Dołmat Franciszek Isajkowski (1650–1654)
- Hieronim Władysław Sanguszko (1655–1657)
- Jerzy Białłozor (1658–1661)
- Kazimierz Pac (1664–1667)
- Gotthard Johann von Tiesenhausen (1668–1669)
- Aleksander Kotowicz (1673–1685)
- Konstanty Kazimierz Brzostowski (1685–1687)
- Eustachy Kotowicz (1688–1704)
- Jan Mikołaj Zgierski (1706–1710)
- Aleksander Mikołaj Horain (1711–1716)
- Ludwik Karol Ogiński (1717–1718)
- Karol Piotr Pancerzyński (1721–1724)
- Bogusław Korwin Gosiewski (1725–1744)
- Jerzy Mikołaj Hylzen (1746–1763)
- Gabriel Wodzyński (1772–1788)
- Adam Stanisław Naruszewicz (1788–1790)
- Tymoteusz Paweł Gorzeński (1790–1809)